# Catedrático de universidad

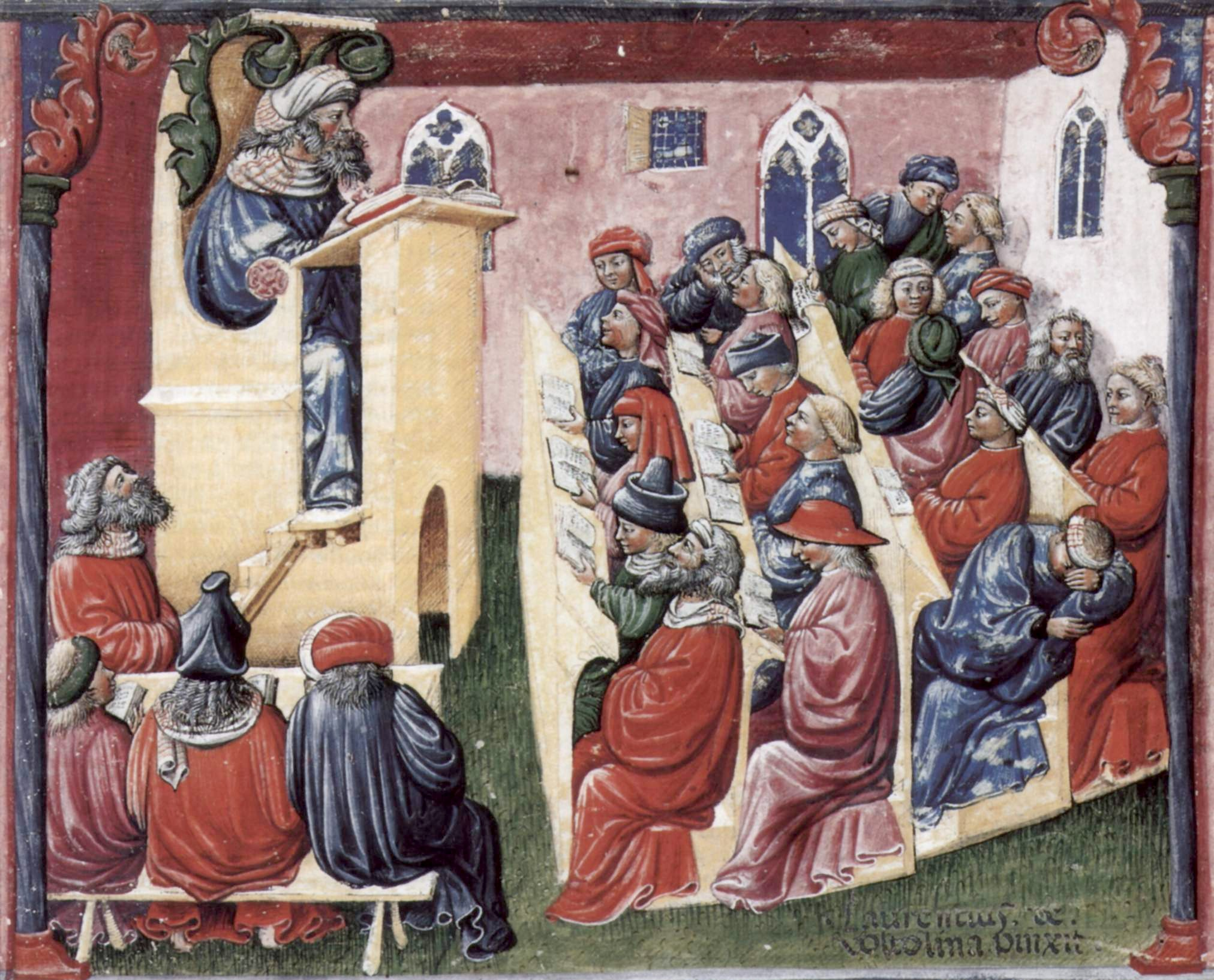
Cátedra en universidad medieval

En algunos sistemas universitarios, un catedrático (en femenino, catedrática) es un profesor e investigador que tiene que haber cumplido una serie de requisitos para alcanzar dicho puesto. Es el más alto en el escalafón docente de una universidad. Antiguamente, las cátedras eran la base de la organización universitaria y tenían su propia autonomía económica y de investigación.  
En países como España o México, algunos puestos universitarios como el de rector, solo pueden ser ocupados por catedráticos de universidad. Sin embargo, en Colombia este término es ampliamente usado para denotar a los profesores universitarios pagados por horas, a pesar de que según la normativa de  este país un catedrático es aquel funcionario público que recibiendo honorarios del Estado orienta clases pagadas por hora en una universidad pública.

## Casos particulares

### España
En España, el acceso al puesto de catedrático está regulado por la Ley Orgánica 2/2023, de 22 de marzo, del Sistema Universitario (LOSU), y requiere obtener la acreditación estatal según el real decreto 678/2023. Para ello, pueden optar los profesores titulares, los profesores permanentes laborales, los catedráticos de escuela universitaria, y aquellas personas que cuenten con un doctorado, al menos ocho años de antigüedad y hayan demostrado una trayectoria destacada en investigación o transferencia de conocimiento. También pueden optar los docentes extranjeros con posiciones comparables. En las comunidades autónomas de País Vasco y Cataluña existen figuras laborales análogas, como el «profesor pleno» y el catedràtic contractat, que equivalen en categoría académica y remuneración a catedrático, aunque el salario del profesor pleno puede ser ligeramente superior.

### México
En México, para acceder al puesto de catedrático universitario, es necesario: poseer el grado de doctor, haber sido profesor titular de universidad o escuela universitaria, tener al menos tres años de antigüedad, lograr la acreditación del currículo, aprobar el examen de oposición correspondiente y no tener antecedentes penales.

### En Latinoamérica
En Latinoamérica, una cátedra es lo que engloba todo lo perteneciente a una materia de universidad: sus clases prácticas, teóricas, sus profesores, sus jefes de trabajos prácticos, sus ayudantes de cátedra, los programas de la cursada, etc.